# Tăng Nhơn Phú A
Tăng Nhơn Phú A là một phường thuộc thành phố Thủ Đức, Thành phố Hồ Chí Minh, Việt Nam.

## Địa lý
Phường Tăng Nhơn Phú A nằm ở phía đông thành phố Thủ Đức, có vị trí địa lý:
- Phía đông giáp phường Tân Phú và phường Long Thạnh Mỹ
- Phía tây giáp phường Hiệp Phú và phường Tăng Nhơn Phú B
- Phía nam giáp phường Tăng Nhơn Phú B và phường Long Trường
- Phía bắc giáp phường Hiệp Phú và phường Tân Phú.

Phường có diện tích 4,19 km², dân số năm 2021 là 41.089 người,  mật độ dân số đạt 9.806 người/km².

## Lịch sử
Đây vốn dĩ là một phần xã Tăng Nhơn Phú cũ thuộc Thủ Đức trước năm 1997.
Thời Pháp thuộc, khu vực này thuộc làng An Điền, quận Thủ Đức. Khu vực này trước đây có một địa điểm tên Bót Dây Thép, nơi người Pháp tra khảo một số tù nhân liên quan đến Việt Minh và những người có tư tưởng kháng Pháp. Theo một số báo của chính quyền Việt Nam, sau khi tra khảo xong, Pháp đã giết chết 700 người và ném xác xuống suối Cái dưới chân cầu Bến Nọc, vào những năm 1946 – 1947. Ngày 18 tháng 1 năm 1993, di tích Bót Dây Thép được xếp hạng Di tích lịch sử cấp quốc gia. Năm 2009, nhằm tưởng niệm, đền Bến Nọc được xây dựng kế bên cầu Bến Nọc.
Phường Tăng Nhơn Phú A thuộc Quận 9, Thành phố Hồ Chí Minh, được thành lập vào ngày 6 tháng 1 năm 1997 trên cơ sở 401 ha diện tích tự nhiên và 12.160 người của xã Tăng Nhơn Phú; 43 ha diện tích tự nhiên và 707 người của xã Tân Phú và 8 ha diện tích tự nhiên của xã Long Thạnh Mỹ thuộc huyện Thủ Đức cũ.
Sau khi thành lập, phường có 452 ha diện tích tự nhiên và 12.867 người.
Ngày 9 tháng 12 năm 2020, Ủy ban thường vụ Quốc hội ban hành Nghị quyết 1111/NQ-UBTVQH14 về việc thành lập thành phố Thủ Đức trên cơ sở sáp nhập toàn bộ diện tích và dân số của Quận 2, Quận 9 và quận Thủ Đức, phường Tăng Nhơn Phú A thuộc thành phố Thủ Đức như hiện nay.